# Província do Piauí
A Província do Piauí foi uma Província do Reino Unido de Portugal, Brasil e Algarves e a pós o processo histórico de separação política entre Brasil e Portugal, passou a ser uma Província do Império do Brasil a partir de 1822. A Província do Piauí foi criada a partir da Capitania do Piauí e que daria, mais tarde, origem ao atual Estado do Piauí, após a Proclamação da República do Brasil, em 15 de novembro de 1889. A então Província do Piauí, era uma tradicional produtora de gado, a burguesia comercial piauiense, os colonos das terras meridionais do atual território piauiense, que outrora esteve sob jurisdição da Província de Pernambuco e mesmo os proprietários de terras, estavam estreitamente ligados à Metrópole portuguesa, inclusive por laços de sangue. Na Província do Piauí, a adesão à Independência do Brasil foi proclamada na vila piauiense de Parnaíba. O interior da Província e a capital, Oeiras, permaneceram sob o controle de tropas do Exército português sob o comando do Governador das Armas do Piauí, o major português João José da Cunha Fidié, a fim de manter a Província sob o controle do monopólio de Portugal. A Província do Piauí foi instituída após a transformação das capitanias do Brasil em províncias ultramarinas de Portugal, pelas Cortes Gerais e Extraordinárias da Nação Portuguesa, ocorrida em 28 de fevereiro de 1821, ainda no âmbito do Reino Unido de Portugal, Brasil e Algarves.

## Galeria de imagens

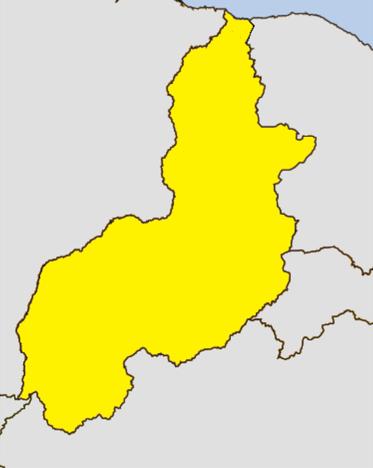
Mapa da Província do Piauí.
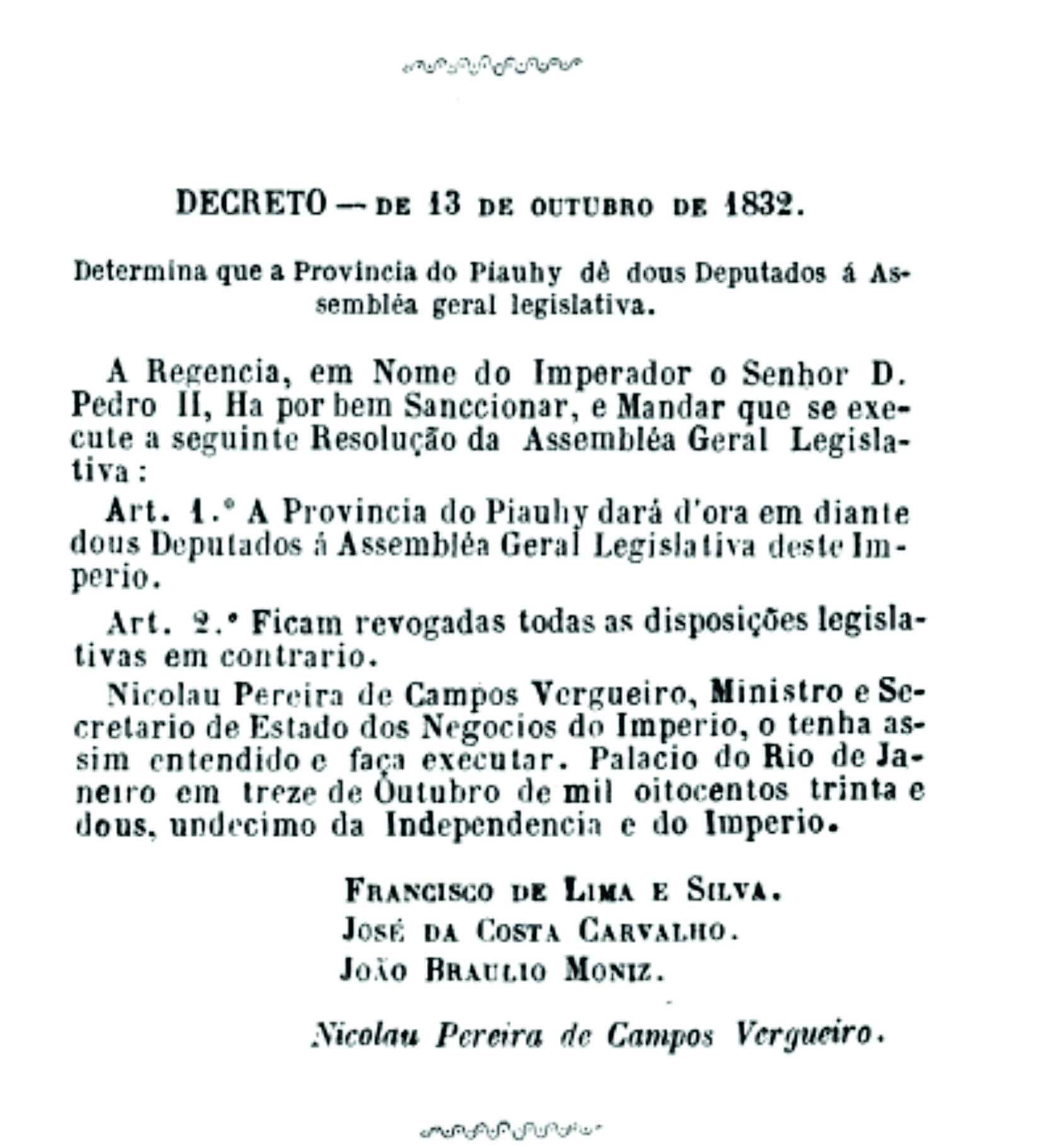
Lei de 1832 em que o Piauí passa a ter 2 deputados na Assembleia Geral Legislativa.
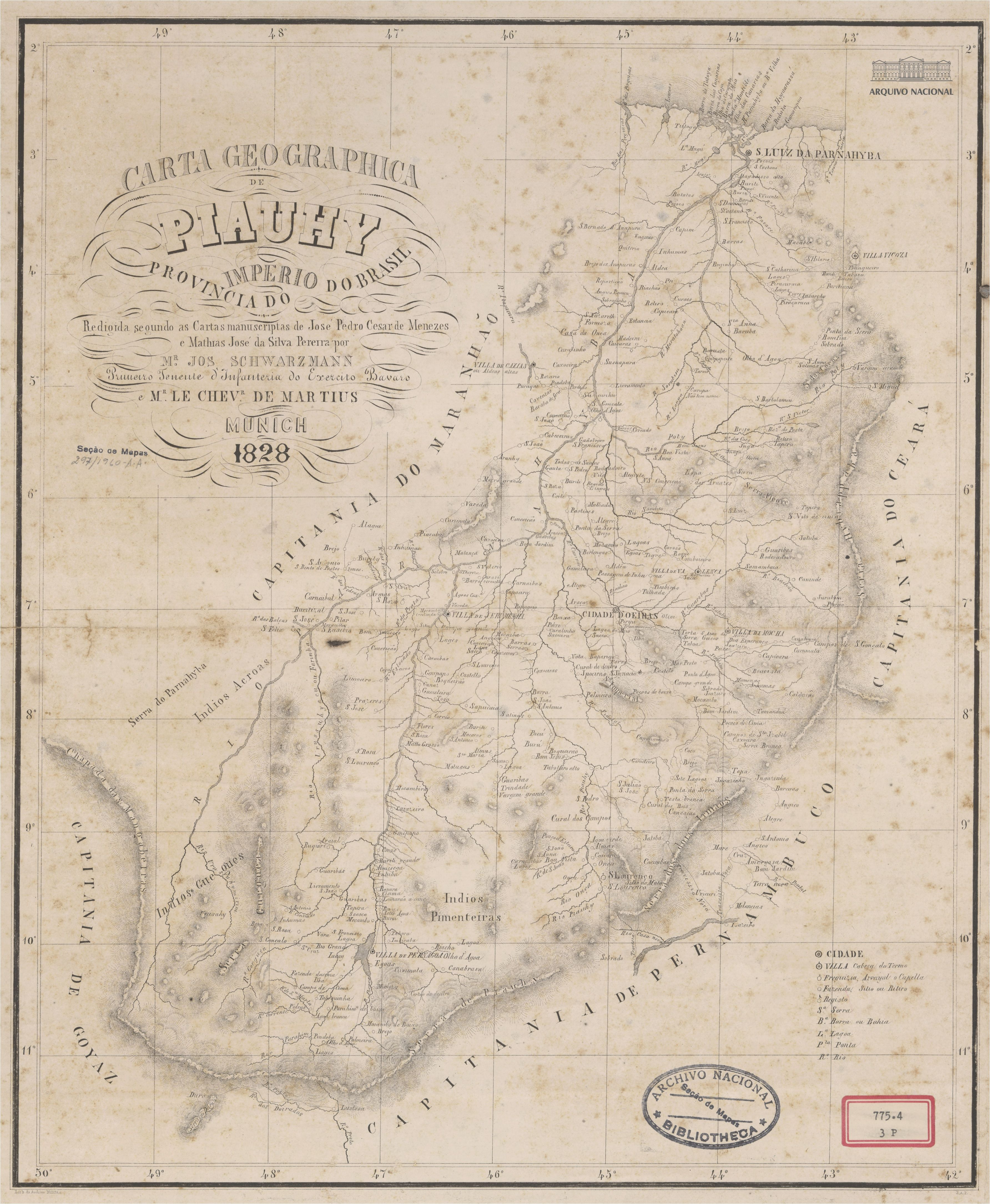
Carta geográfica da Província do Piauí em 1828, (Acervo do Arquivo Nacional).